# Italo D'Amico
Italo Benedetto Reitano D'Amico (Agrigento, 9 novembre 1917 – Capoterra, 27 maggio 1943) è stato un ufficiale e aviatore italiano, decorato di medaglia d'oro al valor militare alla memoria nel corso della seconda guerra mondiale.

## Biografia
Nacque ad Agrigento il 9 novembre 1917. Dopo aver conseguito il diploma di maturità classica nello stesso liceo dove il padre era insegnante, nell’ottobre 1936 si arruolò volontario nella Regia Aeronautica. Ammesso a frequentare la prima classe del Corso Rex della Regia Accademia Aeronautica di Caserta, conseguì il brevetto di pilota militare su monomotore Breda Ba.25 nel marzo 1939 e la nomina a sottotenente in servizio permanente effettivo nell'agosto successivo. Assegnato alla 151ª Squadriglia del 51º Stormo Caccia Terrestre e, promosso tenente, dopo l'entrata in guerra del Regno d'Italia iniziò i suoi voli bellici nel giugno 1940 combattendo durante la fronte occidentale contro la Francia. A partire dall'ottobre dello stesso anno partecipò alle operazioni belliche sul fronte greco-albanese. Trasferito a Gela con il reparto, partecipò a numerose azioni sul cielo di Malta e del Mediterraneo Centrale. Per il valore mostrato nelle azioni di combattimento, fu insignito di tre medaglie d'argento e una di bronzo al valor militare. Promosso capitano nel febbraio 1943, assunse il comando della 151ª Squadriglia destinata alla difesa di Cagliari. Era il più giovane dei comandanti di squadriglia del 20º Gruppo.
Cadde in combattimento il 27 maggio 1943 mentre volava su un caccia Aermacchi C.205V Veltro, a causa dell'impatto contro un Lockheed P-38 Lightning americano. Decorato con la medaglia d'oro al valor militare alla memoria, a lui è intitolato l'Aeroporto di Pantelleria.

Italo D'Amico in tenuta d'aviazione